# 소닉 더 헤지호그 2
《소닉 더 헤지호그 2》(일본어: ソニック・ザ・ヘッジホッグ2 소닉쿠 자 헷지혹구2[*], Sonic the Hedgehog 2 소닉 더 헤지호그 2[*])는 세가에서 1992년 11월 21일 일본과 대한민국에 발매된 소닉 더 헤지호그 시리즈의 메가드라이브판 후속작이다. 처음으로 소닉의 친구인 마일즈 "테일즈" 프라우어가 등장했으며, 둘이 카오스 에메랄드를 얻어 데스 에그를 가동시키려는 닥터 에그맨의 계획을 막는 이야기이다.
게임은 600만장 이상 팔렸으며, 전작에 이어 두 번째로 많이 팔린 메가드라이브 게임이 되었다. 후에 나온 소닉&너클즈와 호환되며, 이어졌을 때는 너클즈로 소닉 2를 할 수 있다.
초기 소닉 더 헤지호그를 완성한 나카 유지는 초반부부터 계속된 일본 세가 본사와의 다툼으로 인해 세가에 사표를 냈지만 다시 돌려보내져 북미 지사의 개발 팀에서 야스하라 히로카즈와 소닉 더 헤지호그 2를 개발한다. 한편 본사에 남은 오오시마 나오토는 소닉 더 헤지호그 CD를 메가 CD로 개발하였다.

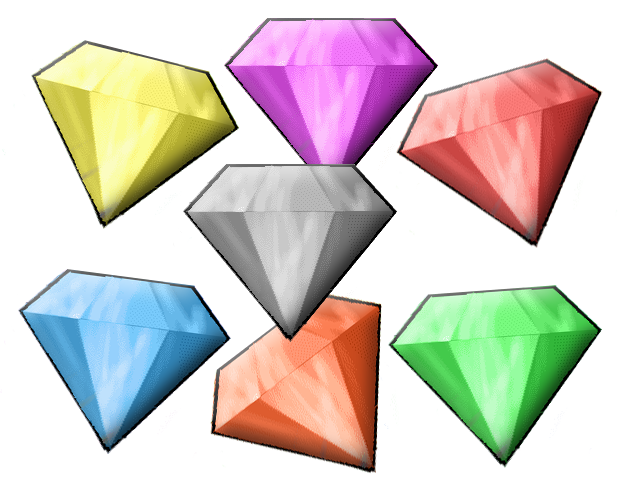
카오스 에메랄드 7개

## 스토리
카오스 에메랄드를 찾아라!
여우 마일즈 "테일즈" 프라우어는 소닉이 주위에 있을 때 가만히 있을 수 없었다. 그가 작은 아기 여우였을때에도, 그는 소닉처럼 되기를 꿈꾸었다. 그는 그의 두 꼬리를 흔들며, 소닉을 뒤따라가기를 좋아했다.
대부분, 소닉은 그가 그의 길을 따르도록 내버려 두었다. 하지만, 가끔씩은 과시용으로 초음속으로 그를 앞지르기도 했다. 하지만 마일즈는 포기하지 않았다. 그는 그의 두 꼬리로 헬리콥터를 만들어 소닉을 따라갔다...
모든 동물은 마일즈를 "테일즈"라고 부르길 좋아했는데, 그의 두 꼬리 때문이었다. 그리고 그들은 대단한 일을 보게 되는데...
그들은 모두 숲속에 있었고, 소닉은 뛰며 터보 엔진을 단 듯한 스핀 어택을 선보였다.
이때, "테일즈"도 참을 수 없을 만큼 소닉을 따라 스핀 어택을 선보였다!
하지만 지금은 충격적인 일이 벌어지고 있었다. 소닉의 친구들이 사라졌다. 그 자리에는 역겨운 금속로봇들이 자리해 있었다. 닥터 로보트닉이 다시 일을 벌인 것이다!
이제는 로보트닉이 전지구적인 문제로 대두되었다. 그는 둠스데이 기계를 만들기 위해 인원이 필요했고, 동물들을 잡고 로봇을 만들어 "데스 에그"를 만들도록 강요했다.
로보트닉은 이제 공장과 환경과 도시들을 지배했다! 그는 모든 것을 컨트롤 할 수 있었다 - 7개의 카오스 에메랄드를 제외하고는. 그 에메랄드는 초인적인 힘을 주었는데, 이들이 로보트닉의 손에 들어가게 되면 그의 손아귀에 모든 것이 들어가고, 그는 포기하지 않을 것이다!
이 카오스 에메랄드는 섬 어딘가에 묻혀있다. 오직 소닉만이 그 악행을 막을 수 있다!
소닉을 도와 악한 과학자의 악행을 막자! 스피드볼처럼 굴러, 파워 스니커즈를 잡고, 어지러울 때까지 돌자. 고속도로와 터널을 지나고, 기름바다에서 중심을 잘 잡자!
에메랄드를 찾고, 동물들을 풀어주고, 로보트닉을 눌러 버리자! - 북미 소닉 2 매뉴얼

## 특징
두 번째 플레이어가 컨트롤러를 이용하면 테일즈를 사용할 수 있는데, 적에게 공격을 당해도 링을 잃지 않기 때문에 쉬운 진행이 가능하다. 또, 플레이어는 각각 에메랄드 힐드 존, 케미컬 플랜트 존, 아쿠아틱 루인 존, 카지노 나이트 존, 힐 탑 존, 미스틱 케이브 존, 스카이 체이스 존, 메트로폴리스 존, 윙 포트리스 존, 그리고 데스 에그 존을 지나게 된다. 또한 2 플레이어 존에서는 일부 음악이 바뀌게 되며, 스플릿 스크린 내에서 각각 목숨과 플레이어 간의 순간이동 등을 통해 우위를 가릴 수 있다.
'스핀 대시'라는 새로운 기술이 추가되었다.
소닉 더 헤지호그의 6개에서 1개 더 늘어난 7개의 카오스 에메랄드를 모두 수집하고 링을 50개 이상 휴대하고 있으면 슈퍼 소닉으로 변신할 수 있다. 변신 후에는 무적 아이템을 얻은 것과 동일하게 신체에 무적 판정이 생기는 대신, 링이 1초당 1개씩 사라지다가 0개가 되면 변신이 풀린다.

## 게임 플레이
게임은 2D 횡스크롤 플래포머 게임이며, 소닉이나 테일즈, 아니면 둘 모두(소닉으로 조종하면서 테일즈가 따라온다. 이때, 플레이어2가 아무때나 들어와서 테일즈로 할 수 있다. 문제는 스크린이 소닉에 고정되어 있기 때문에 화면에서 사라지는 경우가 많다.)를 조종하면서 10분 안에 레벨을 통과해야 한다. 링을 모으거나 적들을 물리칠 수 있다. 스타포스트는 체크포인트 역할을 하여 캐릭터가 죽으면 마지막으로 지난 스타포스트에서 다시 시작한다. 링을 50개 모은 뒤에 스타포스트를 지나면 스페셜 스테이지에 들어간다. 스페셜 스테이지의 목표는 카오스 에메랄드를 얻는 거이고, 7개를 전부 모으면 소닉은 슈퍼소닉으로 변할 수 있다. 스페셜 스테이지는 7개가 있으며, 소닉이 3D 모양의 하프파이프를 달리면서 링을 얻고 폭탄을 피해야 한다. 중간에 일정 양의 링을 모아야 3개의 체크포인트를 지나고 에메랄드를 얻을 수 있다. 링을 모으는데 실패하면 체크포인트에서 실패한다. 스페셜 스테이지가 끝나면 다시 0개의 링을 가진 상태로 스타포스트로 돌아간다. 모든 카오스 에메랄드를 얻으면 앞서 말한 것처럼 소닉이 슈퍼소닉으로 변할 수 있다. 링 50개 이상을 얻어야 변할 수 있으며, 노란색으로 변하고 무적의 상태가 된다. 그러나 익사, 압사, 추락사, 시간 초과 등으로 죽을 수있다. 속도, 점프 높이도 향상되지만 1초당 링 1개 씩을 잃는다. 링이 모두 떨어지거나 스테이지의 끝에 다다르면 원래 모습으로 돌아간다. 테일즈는 이 게임에서는 변하지 않는다.
초기 디자인에서 히든 팰리스, 보스 어택(보스를 연속으로 깰 수 있는 존) 존이 수정되었으며, 이는 2013년 크리스천 화이트헤드가 리마스터링하여 iOS, 안드로이드 출시 때 재개발되었다.
시제품으로 시몬 와이와 닉 아케이드 프로토타입이 존재하며, 시몬 와이 프로토 타입에서는 우드 존이라는 수정된 존이 나타난다.

## 너클즈 디 에키드나 인 소닉 더 헤지호그 2
1994년 제작되어 출시된 소닉 앤 너클즈의 록-온 기능을 통해 소닉 & 너클즈의 너클즈 디 에키드나를 이용해 플레이할 수 있는 기능을 선보였다. 비록 주 레벨은 소닉 더 헤지호그 2에 치중되어 있지만, 글라이드를 하거나 벽을 오를 수 있어 소닉 더 헤지호그 (캐릭터)나 마일즈 테일즈 프라우어가 가지 못한 곳을 갈 수 있게끔 했다. 하지만 높게 점프할 수 없거나, 잘못 글라이드 하는 경우가 있어 보스전을 어렵게 하는 경우도 있다. 이 경우, 2플레이어 모드는 불가능하다.

## 평가
| 통합 점수       | 통합 점수                 |
| 통합사          | 점수                      |
| --------------- | ------------------------- |
| 게임랭킹스      | 88% (8 reviews)           |
| 메타크리틱      | 82/100 (360) 60/100 (iOS) |
| 평론 점수       |                           |
| 평론사          | 점수                      |
| CVG             | 94%                       |
| EGM             | 35/40                     |
| 유로게이머      | 9/10 (X360)               |
| 패미츠          | 30/40                     |
| 게임 인포머     | 27.25/30 9.5/10           |
| 게임팬          | 197/200                   |
| 게임프로        | 5/5                       |
| 게임스팟        | 8/10 (X360)               |
| IGN             | 8.5/10 (Wii)              |
| ONM             | 94% (Wii)                 |
| OXM (US)        | 9/10 (X360)               |
| Bad Influence!  | [ 14 ]                    |
| Mean Machines   | 96%                       |
| Mega            | 94%                       |
| Mega Zone       | 93%                       |
| Sega-16         | 10/10                     |
| Sega Force      | 97%                       |
| Sega Force Mega | 95%                       |

| 수상                      | 수상 |
| 평론사                    | 수상 |
| ------------------------- | --- |
| Electronic Gaming Monthly | Best Game of the Year (Genesis)                                                                                      |
| GameFan Golden Megawards  | Best Action Platform Game                                                                                            |
| Game Informer             | Best Action/Adventure Game, Best Graphics in a Video Game                                                            |
| GamePro                   | Action/Adventure Game of the Year, 16-Bit Game of the Year (Runner-Up), Award for Excellence in Graphics (Runner-Up) |
| MegaTech                  | Hyper Game |

## 2P 대전 모드
모바일 버전에서만 지원하는 모드로 게임 플레이 방식은 똑같다 2P 대전을 플레이 하려면 내 기기 근처에 다른 기기가 있어야 한다